# Коронарни синус
Коронарни синус је срчана вена која се налази у атриовентрикуларној бразди. Почиње у срчаној преткомори, између трикуспидне валвуле и доње шупље вене. Главна улога коронарниг синуса је спроводња крви из миокарде и коронарне артерије.

## Коришћење у медицини
Захваљујући анатомији синуса, кардиолози могу помоћу електрофизиологије уочити синдром „Волфа Паркенсон Вита” који означава лупање срца.
Током лечења затајења срца, захваљујући апарату који пролази кроз коронарни синус, лева преткомора може бити симулирана.